# City Hall (serie televisiva)
City Hall (시티홀?, Siti holLR) è una serie televisiva sudcoreana trasmessa su SBS dal 29 aprile al 2 luglio 2009.

## Trama
Negli ultimi sette anni, Shin Mi-rae è stata il funzionario pubblico con il grado più basso al municipio della città fittizia di Inju, incaricata di portare il caffè ai suoi superiori. Per saldare il debito della sua carta di credito, Mi-rae si iscrive ad un concorso di bellezza per aggiudicarsi il primo premio, 20 milioni di won, che tuttavia finisce nelle tasche del sindaco, un uomo corrotto. La donna organizza una protesta e, dopo una serie di disavventure, riesce a riavere il denaro. Il sindaco è costretto a dare le dimissioni e Mi-rae viene proposta come sua sostituita. Grazie al supporto dei suoi seguaci e all'aiuto del vicesindaco Jo Gook, diventa il più giovane sindaco mai eletto a Inju. Senza precedenti politici ma desiderosa di aiutare i suoi elettori, Mi-rae comincia a riorganizzare la burocrazia del municipio, scontrandosi con il freddo e imperturbabile Jo Gook.

## Personaggi
- Shin Mi-rae, interpretata da Kim Sun-a.
- Jo Gook, interpretato da Cha Seung-won.
- Min Joo-hwa, interpretata da Chu Sang-mi.
- Lee Jung-do, interpretato da Lee Hyung-chul.
- Go Go-hae, interpretata da Yoon Se-ah.

## Ascolti
| Episodio | Data di trasmissione | Dati TNSM           | Dati TNSM                  | Dati AGB            | Dati AGB                   |
| Episodio | Data di trasmissione | A livello nazionale | Area metropolitana di Seul | A livello nazionale | Area metropolitana di Seul |
| -------- | -------------------- | ------------------- | -------------------------- | ------------------- | -------------------------- |
| 1        | 29 aprile 2009       | 13,9%               | 14,9%                      | 13,8%               | 14,7%                      |
| 2        | 30 aprile 2009       | 14,6%               | 16,0%                      | 14,5%               | 15,6%                      |
| 3        | 6 maggio 2009        | 15,3%               | 16,3%                      | 14,9%               | 15,7%                      |
| 4        | 7 maggio 2009        | 16,7%               | 17,8%                      | 16,4%               | 17,7%                      |
| 5        | 13 maggio 2009       | 14,6%               | 15,4%                      | 15,1%               | 16,6%                      |
| 6        | 14 maggio 2009       | 16,4%               | 17,2%                      | 15,8%               | 16,3%                      |
| 7        | 20 maggio 2009       | 15,3%               | 16,6%                      | 15,2%               | 16,3%                      |
| 8        | 21 maggio 2009       | 17,8%               | 18,3%                      | 17,0%               | 17,9%                      |
| 9        | 27 maggio 2009       | 15,5%               | 15,8%                      | 15,2%               | 16,1%                      |
| 10       | 27 maggio 2009       | 16,9%               | 17,8%                      | 15,3%               | 16,1%                      |
| 11       | 3 giugno 2009        | 16,7%               | 17,4%                      | 16,1%               | 17,4%                      |
| 12       | 4 giugno 2009        | 16,8%               | 17,6%                      | 15,8%               | 17,0%                      |
| 13       | 10 giugno 2009       | 17,0%               | 17,1%                      | 17,3%               | 19,2%                      |
| 14       | 11 giugno 2009       | 16,4%               | 17,7%                      | 16,4%               | 17,7%                      |
| 15       | 17 giugno 2009       | 16,7%               | 17,8%                      | 15,6%               | 16,5%                      |
| 16       | 18 giugno 2009       | 17,4%               | 18,9%                      | 15,5%               | 17,0%                      |
| 17       | 24 giugno 2009       | 18,0%               | 19,4%                      | 16,4%               | 17,7%                      |
| 18       | 25 giugno 2009       | 18,3%               | 20,0%                      | 16,7%               | 17,0%                      |
| 19       | 1 luglio 2009        | 17,6%               | 18,8%                      | 16,5%               | 17,3%                      |
| 20       | 2 luglio 2009        | 19,6%               | 20,8%                      | 18,7%               | 18,9%                      |

## Colonna sonora
1. Everything Will Be Fine (다 잘 될 거야) – Noh Young-shim
2. Okay, I'll Believe in Myself (그래 나를 믿자) – Jung-in feat. Bizzy
3. Uncertain Love (불안한 사랑 ) – Horan (Clazziquai)
4. Mi-rae's Waltz (미래's 왈츠) – Noh Young-shim
5. Smile (웃어봐) – Chae Dong-ha (SG Wannabe)
6. Bright Funk – Noh Young-shim
7. This Love (이사랑 부제; 이사랑 버리자) – Position
8. 저무는 길 – Kim Jung-bae e Han Seol-hee
9. Promising Future (희망찬 미래) – Noh Young-shim
10. Tension – Noh Young-shim
11. Politics in Melody (정치적 In 멜로디) – Noh Young-shim
12. One Dream – Seo Moon-tak
13. I Can't (그럴 순 없어) – Noh Young-shim
14. 회기 불능 – Noh Young-shim
15. 다시 돌아갈 수 있을까 – Noh Young-shim
16. 저무는 길 Piano Ver. – Noh Young-shim
17. 캐슬 허슬 – Noh Young-shim
18. 종친다 	– Noh Young-shim
19. 그래 나를 믿자 Shuffle Ver. – Noh Young-shim
20. Memory – Noh Young-shim
21. 사랑하고 사랑합니다 (Bonus Track) – Park Sang-woo (Bohemian)

## Riconoscimenti
| Anno | Premio           | Categoria                                    | Ricevente                 | Risultato       |
| ---- | ---------------- | -------------------------------------------- | ------------------------- | --------------- |
| 2009 | SBS Drama Awards | Excellence Award, Actor in a Drama Special   | Cha Seung-won             | Vincitore/trice |
| 2009 | SBS Drama Awards | Excellence Award, Actress in a Drama Special | Kim Sun-a                 | Vincitore/trice |
| 2009 | SBS Drama Awards | Top 10 Stars                                 | Cha Seung-won e Kim Sun-a | Vincitore/trice |

## Distribuzioni internazionali
| Paese     | Canale/i              | Prima TV                        | Titolo adottato                                |
| --------- | --------------------- | ------------------------------- | ---------------------------------------------- |
| Hong Kong | Entertainment Channel | 5 ottobre-11 novembre 2011      | 市政辛女皇 (La brillante regina del municipio) |
| Giappone  | KNTV                  | 7 dicembre 2009-9 febbraio 2010 | シティーホール (Municipio)                     |
| Taiwan    |                       | 7 gennaio-16 febbraio 2010      | 市政廳 (Municipio)                             |